# Idris al-Senussi
Idris bin Abdullah al-Senussi (Bengasi, 18 gennaio 1957) è un membro della famiglia reale libica e un leader del movimento del Sannussiyah.
Mentre la famiglia reale della Libia era agli arresti domiciliari dopo che Gheddafi aveva rovesciato il loro dominio, il principe Idris al-Senussi iniziò a lavorare per guidare la famiglia reale e unire la Libia, poiché questo ruolo gli era passato dal suo defunto padre.
La posizione di erede al trono è anche rivendicata da suo cugino principe Mohammed El Senussi, figlio ed erede designato dell'ultimo principe ereditario libico.
Il principe Idris al-Senussi ha chiesto ai libici di tutte le fazioni e tribù diverse di incontrarsi, discutere e concordare reciprocamente sul futuro e la leadership della Libia, poiché sostiene l'unità della Libia.
Ha inoltre svolto un ruolo diplomatico per aiutare a bilanciare le differenze tra la Libia e l'Africa, il mondo arabo, l'Europa, gli Stati Uniti, l'America Latina e l'Asia.
Tornò in Libia il 23 dicembre 2011 con suo cugino, il principe Ahmed Zubair Al-Senussi, e ha dichiarato che non era lì per essere attivo in politica o in campagna per la monarchia, ma per lavorare per la pace e l'unità.

## Biografia
Il principe Idris Al-Senussi nacque a Bengasi, terzo figlio del principe (Sayyid) Abdullah al-Abid al-Senussi (1919-1988) e della sua seconda moglie, la principessa Ghalia bint, Nur Saleh.  La terza moglie di suo padre era una figlia del principe ereditario Muhammad al-Rida, fratello del re Idris.  Il principe Idris aveva dodici anni quando, il 1 ° settembre 1969, la monarchia in Libia fu rovesciata da Mu'ammar Gheddafi.
Al momento del colpo di Stato, il principe Idris al-Senussi era a scuola in Inghilterra con i suoi fratelli.  Hanno scoperto la fine della monarchia dopo una telefonata del loro padre.
Il principe Idris al-Senussi ha frequentato la Brummana High School in Libano,  e ha frequentato la St. Stephen's International School, a Roma.
Partecipò in seguito a diversi corsi di executive e leadership privati.

## Esilio
Il principe Idris Al-Senussi è sostenuto da un Consiglio consultivo (la famiglia reale Senussi consente la poligamia, che è "un fattore che complica tutte le pretese di legittimità reale attraverso la discesa") come capo del movimento Sanussiyyah che abbraccia la maggioranza delle tribù libiche.

### Controversie in Libia
Nel 1991, il New York Times pubblicò un articolo in cui affermava che al-Senussi avrebbe preso il controllo di una forza paramilitare libica dissidente di 400 uomini che aveva ricevuto addestramento dall'intelligence americana, per combattere l'ingiustizia in Libia.
Il nuovo ruolo del principe Idris al-Senussi dopo l'era di Gheddafi è lavorare per la pace e della Libia, per poter regnare su tutte le diverse fazioni e tribù ilibiche.
Il principe Idris al-Senussi è diventato un esperto rispettato, offrendo soluzioni strategiche, aiutando a risolvere questioni controverse riguardanti la Libia, ad esempio, affrontando questioni controverse come l'immigrazione, il deflusso illegale di armi dalla Libia in altri paesi africani e soluzioni per la risoluzione dei conflitti interni in Libia.
In sintesi, persone di diverse tribù e fazioni libiche, anche, i capi decisionali globali, considerano il principe Idris al-Senussi, come un simbolo principale di mediazione di pace e unità in Libia.
Il principe Idris al-Senussi sta anche lavorando a un piano generale e a un piano di sviluppo economico per la ricostruzione della Libia.

### Direzione
Nei primi anni '90, il principe Idris el-Senussi fece pressioni per convincere il governo britannico a riconoscerlo come legittimo erede del re di Libia.  Quarantuno parlamentari firmarono una mozione che descriveva Idris come "un grande nipote del defunto re Idris della Libia ed erede presunto del trono libico".
Durante la guerra civile libica del 2011, Al-Senussi annunciò che era "pronto a tornare in Libia". Il 21 febbraio 2011 ha fatto una apparizione su Piers Morgan Tonight per discutere della rivolta. Nel marzo 2011 è stato riferito che il principe Idris aveva tenuto riunioni presso il Dipartimento di Stato e il Congresso di Washington con funzionari del governo degli Stati Uniti per lavorare verso la pace e le questioni di leadership in Libia.  È stato anche riferito che tentativi di contatto sono stati avviati da funzionari francesi e sauditi su questioni di pace e leadership. Nel marzo 2011, quando gli fu chiesto se fosse l'erede legittimo, il principe Idris disse che un consiglio di famiglia avrebbe deciso chi sarebbe stato il re, non un erede, e che suo padre gli aveva affidato il compito di mantenere la legittimità del monarchia e l'unità della Libia.
Nel dicembre 2011 è stato riferito che il principe Idris era volato a Tripoli dall'Italia e aveva trascorso il suo primo giorno a visitare l'ex Palazzo Reale di Tripoli, che descriveva come "la più grande gioia della mia vita, a parte la nascita dei miei figli".

### Carriera
Il principe Idris al-Senussi è stato direttore di Washington Investment Partners e China Sciences Conservation Power Ltd.  Ha inoltre partecipato allo sviluppo di ferrovie, sviluppo portuale, centrali elettriche, progetti immobiliari e industria petrolifera e del gas,  avendo in passato lavorato per Condotte, Ansaldo Energia, Eni e la sua controllata Snamprogetti. È stato anche mediatore e consulente chiave del contratto per la costruzione del porto di Ras Laffan in Qatar.
Il principe Idris al-Senussi ha strutturato, facilitato e raccolto finanziamenti per diversi progetti di sviluppo di infrastrutture.

## Vita privata
Il principe Idris al-Senussi si è sposato due volte:
- Dal primo matrimonio con Cindy Helews ebbe come risultato una figlia, la principessa Alia al-Senussi, un'intellettuale e una figura principale nel mondo dell'arte.
- Dalla seconda moglie, l'aristocratica spagnola Ana María Quiñones Fernández, sposata il 23 marzo 1987 ed ora conosciuta come la principessa Ana María al-Senussi, ebbe un figlio, il principe Khaled bin Sayyid Idris al-Senussi (nato nel 1988), un esperto di consulenza in difesa, sicurezza e affari.